# Song Ha-yoon
Kim Mi-sun (sinh ngày 2 tháng 12 năm 1986) còn được biết đến với nghệ danh Song Ha-yoon, là một nữ diễn viên Hàn Quốc. Cô ra mắt với tên Kim Byul (Hangul: 김별) nhưng đã đổi nghệ danh thành Song Ha-yoon vào năm 2012. Cô được biết đến qua các bộ phim truyền hình như Thanh xuân vật vã (2017), Marry My Husband (2024)

## Danh mục phim

### Phim điện ảnh
| Năm  | Tựa đề                 | Nhân vật    | Nguồn |
| ---- | ---------------------- | ----------- | ----- |
| 2005 | Innocent Steps         |             |       |
| 2006 | Dasepo Naughty Girls   | Bellflower  |       |
| 2006 | Love House             |             |       |
| 2008 | Baby and I             | Kim Byul    |       |
| 2008 | Members of the Funeral | Woo Ah-mi   |       |
| 2009 | Fly High               | Soo-kyung   | [ 1 ] |
| 2009 | Stray Cats             |             |       |
| 2012 | Helpless               | Han-na      |       |
| 2012 | Dangerously Excited    | Mi-sun      | [ 2 ] |
| 2014 | Whistle Blower         | Kim Yi-seul | [ 3 ] |
| 2018 | Intimate Strangers     | Se-gyeong   | [ 4 ] |

### Phim truyền hình
| Năm  | Kênh          | Tựa đề                                       | Nhân vật                 | Nguồn         |
| ---- | ------------- | -------------------------------------------- | ------------------------ | ------------- |
| 2005 | MBC           | Nonstop 5                                    |                          |               |
| 2005 | MBC           | MBC Best Theater - Taereung National Village | Jung Ma-roo              |               |
| 2008 | KBS2          | Strongest Chil Woo                           | Yeon-doo                 |               |
| 2011 | KBS2          | Drama Special: Guardian Angel Kim Young-goo  | Choi Na-young            |               |
| 2012 | SBS           | Phantom                                      | Choi Seung-yeon          | [ 5 ]         |
| 2013 | KBS2          | Drama Special: Chagall's Birthday            | Joon-hee                 | [ 6 ]         |
| 2014 | OCN           | Reset                                        | Choi Yoon-hee            | [ 7 ]         |
| 2014 | MBC Every 1   | Sweden Laundry                               | Kim Bom                  | [ 8 ]         |
| 2014 | KBS2          | Drama Special: I Introduce My Father         | Choi Hee-young           | [ 9 ]         |
| 2015 | Naver TV Cast | Dream Knight                                 | Joo In-hyung             | [ 10 ]        |
| 2015 | KBS2          | TV Novel: In Still Green Days                | Lee Young-hee            | [ 11 ]        |
| 2015 | MBC           | My Daughter, Geum Sa-wol                     | Lee Hong-do / Joo Oh-wol | [ 12 ] [ 13 ] |
| 2016 | Naver TV Cast | Touching You                                 | Jin Hee-young            | [ 14 ]        |
| 2017 | SBS           | Band of Sisters                              | Sera Park                | [ 15 ]        |
| 2017 | KBS2          | Thanh xuân vật vã                            | Baek Seol-hee            | [ 16 ]        |
| 2018 | MBN, Dramax   | Devilish Charm                               | Joo Gi-Bbeum             | [ 17 ]        |
| 2020 | MBC Every 1   | Please Don't Date Him                        | Seo Ji-seong             | [ 18 ]        |
| 2023 | ENA           | Oh! Youngsim                                 | Oh Young Shim            |               |
| 2024 | TvN           | Marry My Husband                             | Jung Soo Min             |               |

## Video âm nhạc đã xuất hiện
| Năm  | Tên bài hát         | Nghệ sĩ                |
| ---- | ------------------- | ---------------------- |
| 2005 | "To Her"            | UN                     |
| 2006 | "Snowman"           | Gavy NJ                |
| 2007 | "After...Goodbye"   | The Name & Choi Jin-yi |
| 2009 | "Afraid"            | st.Haru                |
| 2010 | "Unnecessary Words" | Tim feat. Yiruma       |
| 2012 | "Caffeine"          | Yang Yo-seob           |
| 2013 | "Although I"        | Yang Yo-seob           |

## Giải thưởng và đề cử
| Năm  | Giải thưởng               | Hạng mục                                    | Đề cử                    | Kết quả   | Nguồn  |
| ---- | ------------------------- | ------------------------------------------- | ------------------------ | --------- | ------ |
| 2015 | 29th KBS Drama Awards     | Excellence Award, Actress in a Daily Drama  | In Still Green Days      | Đề cử     |        |
| 2015 | 34th MBC Drama Awards     | Best New Actress in a Special Project Drama | My Daughter, Geum Sa-wol | Đề cử     |        |
| 2016 | 2nd KWeb Fest Awards      | Best Actress                                | Touching You             | Đoạt giải | [ 19 ] |
| 2017 | 10th Korea Drama Awards   | Excellence Award, Actress                   | Thanh xuân vật vã        | Đoạt giải | [ 20 ] |
| 2017 | 1st The Seoul Awards      | Best Supporting Actress – Drama             | Thanh xuân vật vã        | Đề cử     |        |
| 2017 | 31st KBS Drama Awards     | Best Supporting Actress                     | Thanh xuân vật vã        | Đề cử     |        |
| 2017 | 31st KBS Drama Awards     | Best Couple Award (với Ahn Jae-hong)        | Thanh xuân vật vã        | Đề cử     |        |
| 2018 | Korea First Brand Awards  | Actress Category                            | —                        | Đoạt giải | [ 21 ] |
| 2018 | 54th Baeksang Arts Awards | Best Supporting Actress (TV)                | Thanh xuân vật vã        | Đề cử     | [ 22 ] |